# Долинненский сельский совет
Долинненский сельский совет (укр. Долинненська сільська рада, крымскотат. Topçıköy köy şurası, Топчыкой кой шурасы) — административно-территориальная единица в Бахчисарайском районе в составе АР Крым Украины (фактически до 2014 года; ранее до 1991 года — в составе Крымской области УССР в СССР, до 1954 года — в составе Крымской области РСФСР в СССР).
В начале 1920-х годов был образован Топчикойский сельсовет (видимо, постановлением Крымревкома от 8 января 1921 года № 206 «Об изменении административных границ») и на момент всесоюзной переписи населения 1926 года состоял из двух сёл: Аранкой и Топчикой (также в его состав входили железнодорожная казарма № 735 (на 959 км), 4 железнодорожных и 1 шоссейная будка) с населением 910 человек.
Указом Президиума Верховного Совета РСФСР от 21 августа 1945 года Топчикойский сельсовет был переименован в Долинненский сельский совет. С 25 июня 1946 года сельсовет в составе Крымской области РСФСР, а 26 апреля 1954 года Крымская область была передана из состава РСФСР в состав УССР. Время упразднения сельсовета и его включения в состав Подгородненского, а затем Железнодорожненского пока точно не установлено, известно, что на 1 января 1965 года он уже не существовал. Вновь совет, в современном составе, значится в справочнике «Крымская область. Административно-территориальное деление на 1 января 1977 года».
К 2014 году сельсовет включал 3 села:
- Долинное
- Новенькое
- Фурмановка.

С 2014 года на месте сельсовета находится Долинненское сельское поселение.